# Марцинково (Великопольське воєводство)
Марцинково (пол. Marcinkowo) — село в Польщі, у гміні Сомпольно Конінського повіту Великопольського воєводства. Населення — 100 осіб (2011).
У 1975—1998 роках село належало до Конінського воєводства.

## Демографія
Демографічна структура станом на 31 березня 2011 року:
|          | Загалом | Допрацездатний вік | Працездатний вік | Постпрацездатний вік |
| -------- | ------- | ------------------ | ---------------- | -------------------- |
| Чоловіки | 49      | 14                 | 32               | 3                    |
| Жінки    | 51      | 13                 | 30               | 8                    |
| Разом    | 100     | 27                 | 62               | 11                   |